# Flaminio Corner
Flaminio Corner (mit Endbetonung, daher gelegentlich Cornèr geschrieben, auch Cornaro; * 4. Februar 1693 in Venedig; † 26. Dezember 1778 ebenda) war ein venezianischer Geschichtsschreiber und Mitglied des Großen Rats der Republik Venedig.
Corner ist der Autor der 18-bändigen Geschichte der Kirchen in Venedig und Torcello, die 1749 veröffentlicht wurde.
Flaminio Corner wurde am 4. Februar 1693 in Venedig geboren (1692 nach dem damals in der Republik Venedig gültigen Kalender (more veneto)) und vier Tage später in San Canzian von Antonio Ottoboni (1646–1720), einem Neffen des Papstes Alexander VIII. auf den Namen Flaminio getauft, um an seine mütterlichen Vorfahren zu erinnern. Für diesen Namen gab es noch keinen Märtyrer, weshalb er sich nicht für ihn begeistern konnte.
Seine Mutter Caterina Bonvicini war die Schwester Fabio Bonvicinis (1660–1715), des berühmten Kommandeurs der venezianischen Flotte vor Morea im Venezianisch-Österreichischen Krieg gegen die Osmanische Flotte, sein Vater Giambattista war Senator.

## Werke (Auswahl)
- Notizie storiche delle chiese e monasteri di Venezia, e di Torcello, tratte dalle chiese venezian, e torcellane, Giovanni Manfrè, Padua 1758. (Digitalisat)